# Spoorlijn 153 (België)
Spoorlijn 153 was een spoorlijn in België die Frameries met Pâturages verbond; de lijn was 10,0 km lang.

## Geschiedenis
De lijn is aangelegd in de eerste helft van de 19e eeuw en is alleen gebruikt voor goederenvervoer. De lijn is buiten dienst gesteld en opgebroken in 1918.

## Aansluitingen
In de volgende plaatsen was er een aansluiting op de volgende spoorlijnen:
Frameries
Spoorlijn 96 tussen Brussel-Zuid en Quévy
Spoorlijn 102 tussen Saint-Ghislain en Frameries
Spoorlijn 235 tussen Frameries en Raccordement Craibel
Pâturages
Spoorlijn 98 tussen Bergen en Quiévrain